# Humanity’s Last Breath

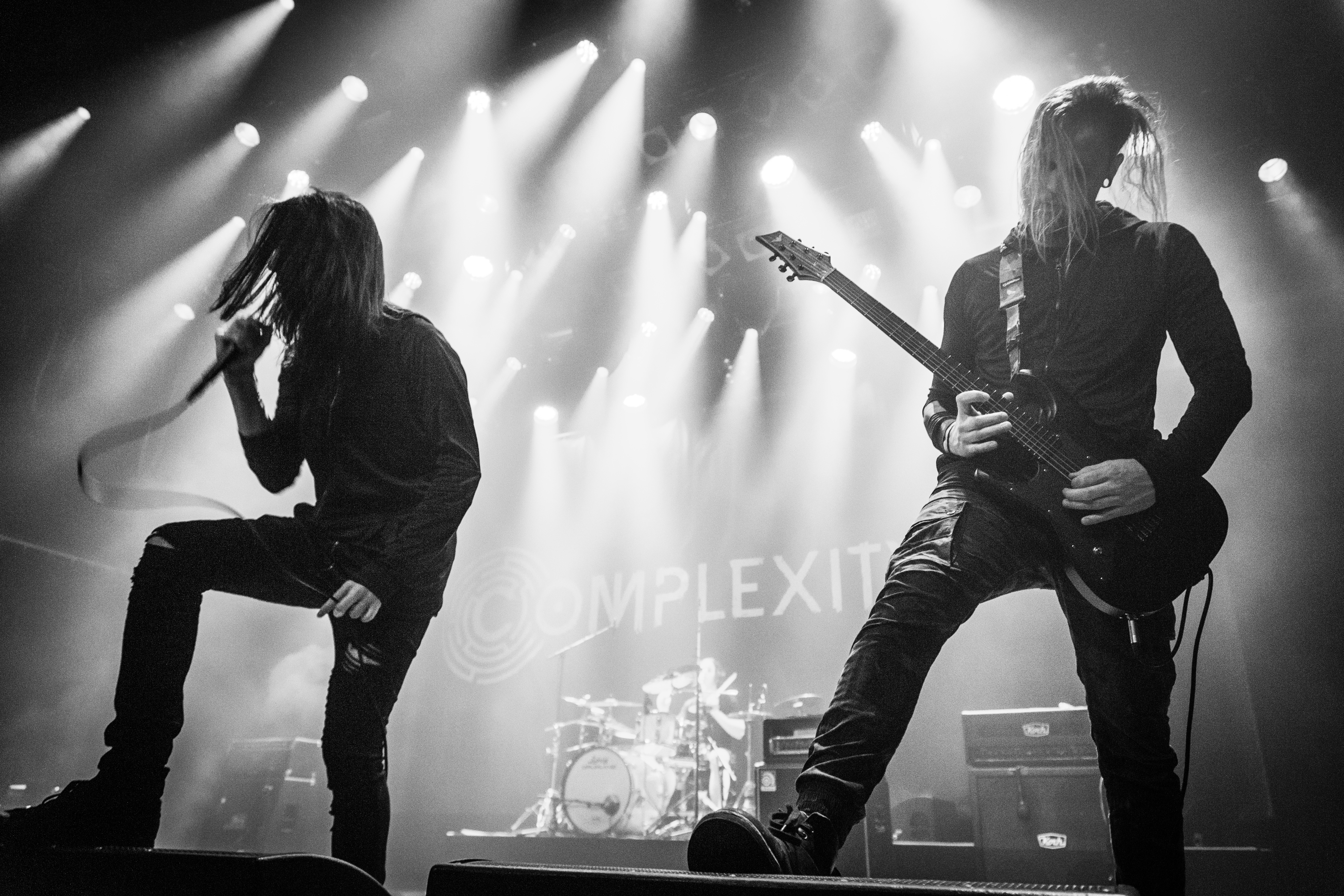
Humanity's Last Breath live auf dem Complexity Fest, Haarlem 2017

Humanity’s Last Breath ist eine schwedische Metal-Band, die im Jahr 2009 in Helsingborg gegründet wurde.

## Geschichte
Die Band wurde im Jahr 2009 von Buster Odeholm, dem Schlagzeuger der Band Vildhjarta, und Kristoffer Nilsson gegründet. Odeholm schreibt, produziert und mischt die Musik. Er spielt außerdem die Gitarre sowie das Schlagzeug ein. Weitere Mitglieder waren Marcus Hultqvist (Gitarre) und Stefan Bengtsson (Bass).
Die Debüt-EP Reanimated by Hate erschien 2010, die zweite EP Structures Collapse wurde 2011 veröffentlicht und war stilistisch dem Deathcore zuzuordnen. Im Jahr 2013 erschien das Debütalbum Humanity’s Last Breath. Auf diesem Album war der Sound als Progressive Death Metal mit Djent-Einflüssen zu beschreiben.
2014 verließen Nilsson, Hultqvist und Bengtsson die Band, sodass Buster Odeholm die EP Detestor im Jahre 2016 als Soloprojekt veröffentlichte. Die Musik blieb dabei technisch anspruchsvoll.
Im Jahr 2016 stießen Filip Danielsson (Gesang), Calle Thomer (Gitarre) und Marcus Rosell (Schlagzeug) zur Band. Daraufhin erschienen die Alben Abyssal im Jahr 2019 und Välde im Jahr 2021 über das Label Unique Leader Records.
Während der Evolution ihrer Musik begann die Band die ursprünglichen Deathcore-Wurzeln zu verlassen und zunehmend Elemente aus dem Black Metal und dem Djent einzubauen, um eine atmosphärische und apokalyptische Darstellung zu bieten. Der Sound wurde daraufhin überwiegend als Progressive Deathcore bezeichnet.

## Stil
Die Band spielt eine Version des Metal, die oft als Djent, Thall oder Progressive Deathcore beschrieben wird. Dabei wird sie mit Bands wie Meshuggah oder Vildhjarta verglichen. Die Lieder sind polyrhythmisch gehalten, wobei diese persönliche Probleme und Gefühle behandeln. Der Gesang ist dabei überwiegend guttural.

## Diskografie
- 2010: Reanimated by Hate (EP, Eigenveröffentlichung)
- 2011: Structures Collapse (EP, Eigenveröffentlichung)
- 2013: Humanity’s Last Breath (Album, Eigenveröffentlichung)
- 2016: Detestor (EP, Eigenveröffentlichung)
- 2019: Abyssal (Album, Unique Leader Records)
- 2021: Välde (Album, Unique Leader Records)
- 2023: Ashen (Album, Unique Leader Records)